# Carl Carl
Johann Karl (Carl) Carl (Forchheim (Beieren), 4 april 1830 – München, 20 augustus 1898) was een Duits componist, dirigent en trompettist.

## Levensloop
Carl was de zoon van de gastronoom Paulus Carl en zijn vrouw Margaretha Bröting. Al in vroege jaren werd hij leerling van kapelmeester Georg Joseph Schumann, dirigent van de Stadtkapell Forchheim. Als Carl 18 jaar was, beriep Schumann hem tot tweede dirigent van de Stadtkapelle. Maar in 1848 gat Carl ook naar het militair en werd lid van de kapel van het 1e Artillerie-Regiment te München. Vanaf 1859 werd hij lid van de Militaire kapel van het 4e veldartillerie-regiment koning te Augsburg. In deze functie verbleef hij 31 jaar tot hij met pensioen ging, daarvan 30 jaar als dirigent. In 1879 werd hem opgedragen aan de hoftafel van Koning Lodewijk II van Beieren met zijn muzikanten te spelen. 
Hij is de schrijver van de in Duitsland bekende Mussinan Marsch, die hij aan de overste Ludwig Ritter von Mussinan, die voor zijn verdiensten in de Slag bij Sedan (1870) met de militaire Max Josef-Orde onderscheiden werd. Maar Carl schreef ook nog een aantal andere marsen.

## Composities

### Werken voor harmonieorkest
- Alarm Marsch
- Apell-Marsch, Feldschritt
- Auf Wiedersehen
- Aufzug 1
- Aufzug 2
- Baron-von-Stengel-Marsch
- Colonnen-Marsch
- Erinnerungen an Glasgow
- Fanfare zum Parademarsch
- Feldschritt
- Feldschritt 1
- Feldschritt 2
- Fürst-Fugger-Marsch
- Germanen-Marsch
- Glocken-Marsch
- Gongos-Polka
- Hochländer Marsch
- Kaiser-Wilhelm-Fanfare
- Kriegs-Fanfare
- Marsch im Trabe
- Mussinan-Marsch
- Parademarsch
- Riedinger Marsch
- Rotonde Marsch
- Schier 30 Jahre bist du alt, mars
- Schleitheimer Marsch
- Schön ist's unter freiem Himmel
- Schweizer Marsch
- Seuffert-Marsch nach Motiven des deutschen Liedes "Heinrich der Vogler"
- Testier-Marsch über "Wenn i mal stirb..."
- Trauer-Marsch
- Treytatschi auf der Grünsel

## Publicaties
- Hans Helmut Schnebel: Berühmte Marschkomponisten: Stabstrompeter Carl aus Forchheim in Bayern, in: Die Blasmusik - Offizielles Organ des Bundes Deutscher Blasmusikverbände e.V., Freiburg, Mai 1990, pp. 141-143

- Gemeinsame Normdatei: 116452617
- International Standard Name Identifier: 0000 0000 1035 1024
- MusicBrainz: d9277880-4a06-4d46-953c-5ea112e2ea62
- Nationale Bibliotheek van Tsjechië: mzk2015874966
- Virtual International Authority File: 59836089
- WorldCat: E39PBJwRVvdBcRWT4MHvPbWdQq